# Justo de las Cuevas
Justo de las Cuevas González (Bárcena de Pie de Concha, Cantabria, 28 de septiembre de 1931 - Santander, 25 de agosto de 2022) fue un empresario y político español. Fue miembro de Unión de Centro Democrático (UCD), así como presidente de la Asamblea Mixta de Cantabria y diputado en el Congreso de los Diputados en las Cortes Constituyentes (1977-1979) y en la I legislatura (1979-1982). Es ampliamente considerado como uno de los padres de la autonomía de Cantabria y una figura clave de la Transición, a quien calificaron como el «verdadero padre» de la autonomía. Fue miembro de la Orden del Mérito Constitucional y Gran Cruz del Mérito Agrícola.
Secretario general de UCD en Cantabria, fue un miembro destacado de la transición y del proceso autonómico de la comunidad. Fue diputado en el Congreso de los Diputados durante dos legislaturas, la Constituyente y la primera, y en ambas ocupó la presidencia de la Comisión de Agricultura. Como diputado nacional formó parte de la recién creada Asamblea Mixta de diputados provinciales y parlamentarios, cuyo propósito era redactar el Estatuto de Autonomía de Cantabria, y fue nombrado presidente de la misma. Impulsó la iniciativa legislativa para la aprobación del Estatuto pese a la oposición del entonces presidente del Gobierno, Leopoldo Calvo Sotelo, y de sectores de la UCD a nivel nacional. Fue el encargado de la defensa del Estatuto en el Congreso de los Diputados. En su defensa ante el pleno, afirmó que el Estatuto constituía un logro de todo el pueblo cántabro; reconoció asimismo la colaboración y esfuerzo mutuo de las entonces dos principales fuerzas políticas en Cantabria, Unión de Centro Democrático y Partido Socialista Obrero Español.
Justo de las Cuevas se vio envuelto en varias polémicas, tanto penales como de su partido. En 1979 tuvo lugar un fraude de leche en polvo en Santander, donde se acusó a las autoridades de minimizar las consecuencias, también estuvo imputado en la quiebra de la Caja Rural de Santander y la fiscalía pidió seis años de prisión por una deuda de cuatro cientos millones, aunque finalmente fue absuelto. Dentro de la agrupación regional del partido de Adolfo Suárez, había dos corrientes: una autonomista y otra que se oponía al Estatuto, De las Cuevas perteneció a la primera y apartó del partido a los segundos. En 1982, varios diputados centristas rompieron la disciplina de voto en la elección a presidente de la Asamblea e Isaac Aja (UCD) fue nombrado presidente ante De las Cuevas, este hecho provocó que fueran expulsados del partido todos los diputados que rompieron la disciplina de partido, junto al presidente de la Asamblea y el presidente de la Diputación Regional de Cantabria, José Antonio Rodríguez. Este fue uno de los primeros casos de transfuguismo en la actual etapa democrática de España.
Fue hermano de José Félix de las Cuevas (1929-2012), concejal de Bárcena de Pie de Concha desde 1955 y alcalde desde las primeras elecciones municipales (1978) como miembro de UCD, cargo que repitió con Alianza Popular y el Partido Popular hasta su fallecimiento, siendo así el alcalde más veterano de Cantabria.
Su sobrino es el también político Félix de las Cuevas, exsenador y actual diputado en el Congreso.

## Biografía

### Actividad ganadera
Estudió Administración y Empresariales en Madrid, fundó diversas empresas relacionadas con actividades agropecuarias que llegaron a dar trabajo a más de trescientas personas. En 1972 entró a formar parte de la Junta Consultiva Nacional Lechera y del Fondo de Ordenación y Regulación de Precios y Producciones Agrarias (FORPA) como representante de la Cornisa Cantábrica, donde defendió el precio de la leche y la mejora de las rentas ganaderas de las explotaciones, así como una normativa legal equiparable a la de la Comunidad Económica Europea. En 1974 fue elegido presidente de la Cámara Agraria Provincial de Santander, reelegido en 1978, y fue uno de los fundadores de AIGAS, primer sindicato ganadero independiente de Cantabria. También fue presidente de la Unión de Empresarios del Sindicato Nacional de Ganadería de la provincia de Santander a comienzos de la década de 1970.

### Actividad política
El 15 de junio de 1977 fue nombrado secretario general de Unión de Centro Democrático de Cantabria y en las elecciones generales de 1977 fue elegido diputado del Congreso de los Diputados, escaño que repitió en las elecciones generales de 1979. El 11 de mayo fue elegido presidente de la Comisión de Agricultura por diecinueve votos a favor y quince en blanco para la legislatura constituyente, cargo por el que fue reelegido el 11 de mayo de 1979 para la I legislatura.
A mediados de 1979 se especuló con que fuera llamado a declarar en el juicio del fraude de leche en polvo en Santander, donde diecisiete personas, pertenecientes a la alta burguesía, industriales, transportistas y otros trabajadores del Puerto de Santander, fueron acusadas de robar cuarenta y dos toneladas de los almacenes francos del puerto, entre 1976 y 1978, para posteriormente vender el producto al doble o triple del precio original a industrias agroalimentarias de la región. Ante este delito, las autoridades competentes minimizaron los daños ocasionados y por este hecho se barajó que Justo de las Cuevas, diputado de UCD y presidente de la Cámara Agraria Provincial, Fernando Abril Martorell, exministro de Agricultura, y Jaime Lamo de Espinosa, entonces ministro de Agricultura, fueran llamados a declarar por el magistrado juez número uno de Santander.
El 10 de septiembre de 1979 se creó la Asamblea Mixta de diputados provinciales y parlamentarios, cuyo propósito era redactar el Estatuto de Autonomía de Cantabria. Estaba formada por veintidós miembros de UCD, once del PSC-PSOE y uno del PRC, y eligió como presidente a Justo de las Cuevas, que era partidario de la separación entre Cantabria y Castilla y León. Este nombramiento fue criticado por el socialista Jaime Blanco y por el centrista Ambrosio Calzada, senador y presidente provincial de UCD, que sostuvieron que un cargo en el Congreso era incompatible con la presidencia de la Asamblea. Este proceso autonómico le enfrentó con miembros de su partido en la agrupación provincial, partidarios de incluir a Cantabria en el Consejo de Castilla y León, consiguiendo apartarlos del partido. De las Cuevas convocó el ocho de octubre la primera reunión de la ponencia rectora del Estatuto de Autonomía formada por Ambrosio Calzada, Ciriaco Díez Porras, Leandro Valle González-Torre, Alberto Mateo del Peral, Mariano Linares Argüelles y Alberto Cuartas Galván, por la UCD; Mario García-Oliva, Jesús Cabezón y Jaime Blanco, por el PSOE, y Esteban Solana, por el PRC. En la mañana del 19 de junio de 1980, entregó a Landelino Lavilla, presidente del Congreso de Diputados, el proyecto del Estatuto de Autonomía de Cantabria y por la tarde le dio a Manuel Broseta, Secretario de Estado para las Autonomías y representante del gobierno, la documentación por la cual Cantabria se convertiría en Comunidad Autónoma mediante el artículo 173 de la Constitución.
Finalmente, el 15 de diciembre de 1981, el Congreso de los Diputados aprobó el texto definitivo, con las enmiendas incorporadas por el Senado, del Estatuto de Autonomía de Cantabria y del Estatuto de Autonomía del Principado de Asturias. En el caso del cántabro, fue aprobado por 249 votos a favor, 2 en contra y 31 abstenciones, tanto Justo de las Cuevas como Jaime Blanco explicaron que el Estatuto recogía las necesidades políticas y autonómicas de la región, sin embargo, Jordi Solé Tura, diputado del Partido Comunista de España, explicó que el PCE se abstuvo por no estar de acuerdo con la materia electoral y legislativa que había acordado el gobierno con el PSOE.
La crisis de la UCD cántabra se agravó a comienzos de agosto de 1981 con motivo de la celebración del Día de La Montaña, en el municipio de Cabezón de la Sal, y la lectura del pregón por parte de Rodolfo Martín Villa, a la que no asistió el sector oficialista de Justo de las Cuevas y sí el sector crítico encabezado por Ambrosio Calzada. En noviembre consiguió el control político del diario Alerta, perteneciente a los Medios de Comunicación Social del Estado, al nombrar subdirector al periodista Juan Antonio Prieto Rodríguez, reafirmando la derechización del periódico del antiguo Movimiento Nacional; este hecho fue interpretado tanto por el Partido Socialista de Cantabria como por parte de la redacción del periódico como la consolidación en el Alerta de las tesis castellanistas a las que volvía la UCD cántabra.
A finales de 1981, Justo de las Cuevas se presentó como candidato del sector mayoritario de la UCD de Cantabria para presidir la Asamblea Provisional que se iba a constituir tras la aprobación del Estatuto de Autonomía, esta candidatura no fue aceptada por parte de su propio partido, encabezados por José Antonio Rodríguez, presidente de la Diputación Provincial de Santander, debido a su implicación en el escándalo de la Caja Rural de Santander, también estuvieron en contra el PSOE y el PRC. Sin embargo, fue elegido presidente de la Asamblea el centrista Isaac Aja con el apoyo de ocho diputados de su partido que rompieron la disciplina de voto y a los que De las Cuevas acusó de traidores, los socialistas y regionalistas también votaron a Aja. El 15 de marzo, la ejecutiva nacional de UCD, a la que Justo de las Cuevas pertenecía, expulsó del partido a Ambrosio Calzada, líder del sector crítico con De las Cuevas, y a Isaac Aja, junto a los diputados que habían votado a este último en su elección como presidente de la Asamblea, también fue expulsado José Antonio Rodríguez Martínez, nombrado presidente de la Diputación Regional de Cantabria;
 salvo Isaac Aja y José Antonio Rodríguez, seis de los ocho diputados expulsado por la ejecutiva de UCD se comprometieron con el Partido Democrático Popular.

#### Caja Rural de Santander
A pesar de que inicialmente negó su relación con la Caja Rural de Santander, el sector crítico a De las Cuevas presentó un estudio que demostró su relación con la Caja Rural, junto a parte de su familia y a socios en los negocios agrarios, al tener 107 millones de pesetas en créditos; además, participó, junto al presidente del Centro de Iniciativas Turísticas, exconsejero de la CEOE y consejero de la Caja Rural y un diputado de Unión de Centro Democrático, en la promoción de un edificio en construcción de Santander. A comienzos de 1982, Alfonso Guerra y Jaime Blanco presentaron una interpelación en el Congreso de los Diputados acusando al gobierno de Leopoldo Calvo-Sotelo de retrasar seis meses el pliego de cargos presentado por el Banco de España al consejo rector de la Caja al estar vinculados miembros de la UCD, destacando a Justo de las Cuevas; sin embargo, este último acusó a Blanco de crear un montaje político para que no fuera elegido presidente de la Asamblea.
El 8 de marzo de 1995 se sentó en el banquillo de los acusados de la Audiencia Provincial de Cantabria junto a otras veinticuatro personas, entre las que se encontraban sus cuatro hermanos, su mujer y varios de sus empleados, acusado de los delitos de falsedad de documento público, estafa, apropiación indebida y alzamiento de bienes, debido a la quiebra de la Caja Rural de Santander valorada en 1000 millones de pesetas entre 1977 y 1981; la fiscalía pidió seis años para Justo de las Cuevas, quien adeudaba más de 400 millones. A pesar de la estrategia de los acusados en culpar de la quiebra al director de la entidad y fallecido en 1989, Fermín Gómez Seña, alcalde de Ramales de la Victoria, fue el único condenado por la quiebra de la entidad financiera cántabra a dos meses de arresto mayor e inhabilitación por el mismo tiempo al obtener préstamos y créditos por importe de 28 millones de pesetas que no devolvió. Finalmente, De las Cuevas fue absuelto al igual que su familia.